# Adjunkt
Adjunkt betegner i gymnasieskolen en, som regel, fastansat lærer. Efter en række år som adjunkt bliver man i gymnasieskolen forfremmet til lektor. 
På universiteter og andre højere læreanstalter bruges adjunkt som regel om en tidsbegrænset ansættelse på ca. 3-4 år, i løbet af hvilke den ansatte skal bevise sit akademiske værd for derefter at have mulighed for at søge en stilling som lektor. Der stilles krav til skriftligt dokumenteret forskning samt dokumenterede pædagogiske overvejelser i forbindelse med undervisning.
Universitetsadjunkt gengives som assistant professor.